# Honda RC211V
La Honda RC211V è stata la motocicletta da competizione presentata dalla casa nipponica Honda per gareggiare nella nuova categoria delle MotoGP dal 2002 al 2006.
Il nome di questa moto è formato dall'unione di più lettere e numeri "RC", "211" e "V", dove "RC" sta per il prefisso sportivo di Honda, "211" sta per prima moto da mondiale del XXI secolo, "V" sta per motore a V.
Questo modello, gestito dalla Honda Racing Corporation, doveva raccogliere la difficile eredità della Honda NSR500 che aveva permesso a Valentino Rossi di vincere l'ultimo mondiale della classe 500, quello del 2001.

## Storia
La sigla scelta sembra debba avere il significato di designare un modello Racing Competition (da competizione) del XXI secolo con il primo motore a quattro tempi a V. Alimentato ad iniezione elettronica, presenta una configurazione con 5 cilindri a V di 75°, di cui tre anteriori e due posteriori.
All'inizio si è trattato dell'unico propulsore con questo frazionamento e la casa dichiarava circa 200 hp (179 kW), 145 kg di peso e 330 km/h di velocità massima.
Indubbiamente si trattò di un modello di successo, che riuscì ad aiutare Valentino Rossi nella conquista del primo titolo della MotoGP nel 2002. Nella prima stagione iridata, la moto (seppur ipertecnologica, per i canoni dell'epoca) non disponeva di controllo della trazione; era semplicemente equipaggiata con un selettore (posto sul manubrio) che permetteva il cambio di mappatura, per far fronte alle differenti condizioni di gara.
La bontà del progetto ideato da Honda fu confermata dal terzo posto finale di Tohru Ukawa e dal quarto di Alex Barros, che salì sulla RC211V a stagione in corso e riuscì a vincere due gare.
Durante le ultime gare, debuttò con Valentino Rossi una versione evoluzione, riconoscibile ad occhio per un cupolino più aerodinamico e per le prese dell'airbox di dimensioni più generose.

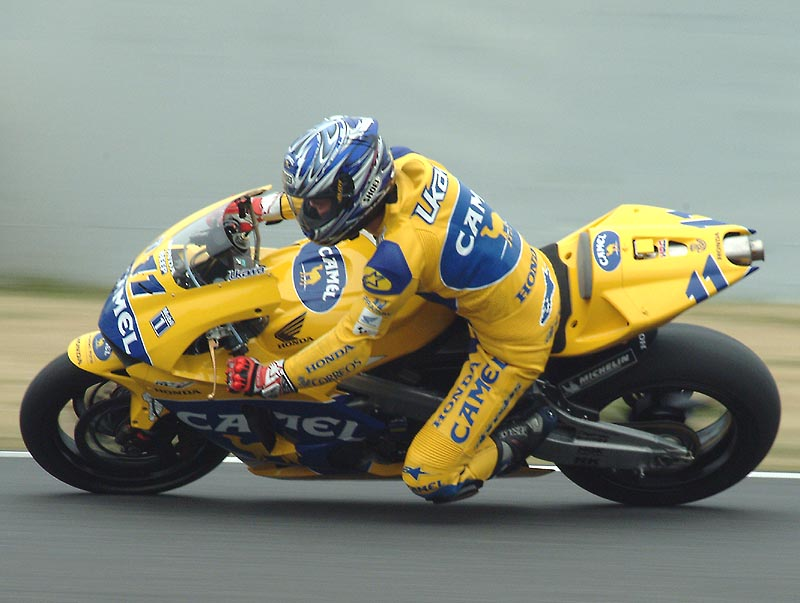
La RC211V di Tohru Ukawa nella stagione 2003

Nel 2003, venne aggiunto il controllo di trazione e la potenza crebbe fino a più di 240 hp. 
Honda schierò tre RC211V ufficiali, affidate a Valentino Rossi, a Nicky Hayden, ed allo sfortunato Daijirō Katō; una RC211V "race spec" venne affidata a Sete Gibernau e tre moto clienti vennero assegnate a Max Biaggi, Tohru Ukawa e Makoto Tamada. A seguito della morte di Daijirō Katō, la moto ufficiale del pilota giapponese fu affidata a Sete Gibernau; sulla moto "race spec" del catalano venne invece chiamato Ryūichi Kiyonari.
Nel 2004, a seguito del passaggio di Valentino Rossi al Team ufficiale Yamaha, le moto ufficiali furono affidate ad Alex Barros (che prese il posto proprio di Rossi), Nicky Hayden e Sete Gibernau. Come piloti satellite, rimasero Max Biaggi e Makoto Tamada, a cui si aggiunse Colin Edwards, che prese il posto del deludente Ryūichi Kiyonari.
Per vincere contro l'eterna rivale Yamaha, il reparto corse realizzò un nuovo link progressivo per il monoammortizzatore posteriore (abbinato ad un nuovo forcellone con capriata di rinforzo più grande). A partire dal Gp del Sachsenring, sulla moto di Alex Barros venne montato un nuovo impianto di scarico (riconoscibile per le due uscite a "fetta di salame" poste sotto il codone, in luogo del solo tubo utilizzato fino ad allora) per migliorare la curva di erogazione del motore.
Nonostante gli sforzi compiuti, per la prima volta dal debutto della classe MotoGp Honda non riuscì a vincere il mondiale piloti. Ancora più gravemente - nel corso della stagione - non si riuscì ad individuare un pilota in grado di intraprendere il ruolo di sviluppatore della moto, lasciato vacante da Valentino Rossi.
Il 2005 fu forse l'anno più difficile per Honda, che non riuscì a vincere nemmeno il Titolo Costruttori.
Durante la stagione, il telaio della RC211V fu più volte modificato, nel layout e nelle saldature che univano i vari travi del telaio. Addirittura, venne creato un link per il monoammortizzatore posteriore che si rifaceva a quello della moto del 2003.
A seguito del GP di Brno, il reparto corse mise in pista una moto profondamente rivista, che piacque molto ai piloti che la provarono; tale moto acquisì, pertanto, il nome di Brno Bike.

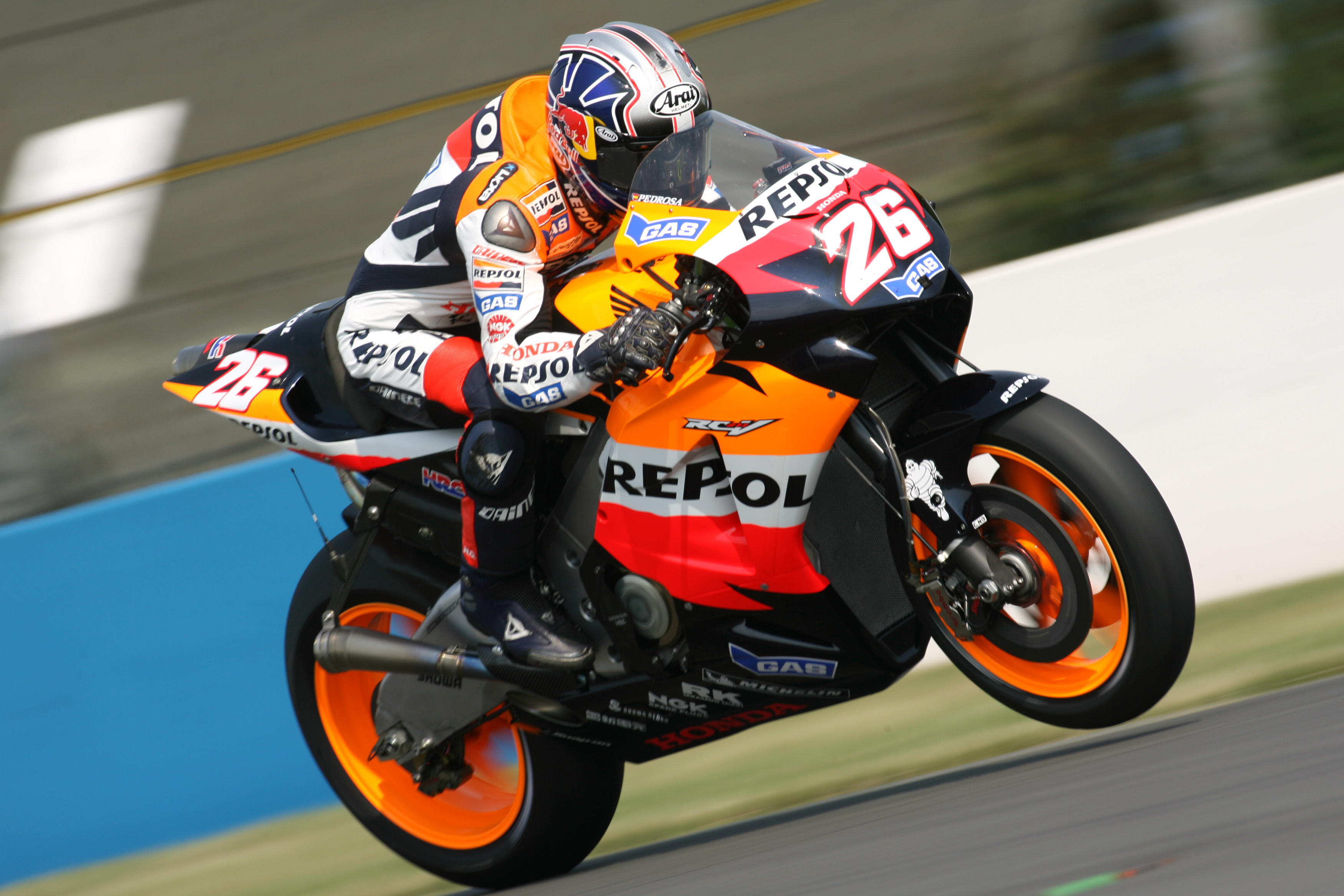
La RC211V di Daniel Pedrosa nella stagione 2006

Nel 2006, Honda intensificò gli sforzi, mettendo in pista ben tre versioni differenti della moto: una prima (affidata a Nicky Hayden) innovativa e concepita come base di sviluppo per la nascitura classe 800 (la cosiddetta Brno Bike), una seconda (affidata a Daniel Pedrosa) corrispondente ad un'evoluzione della moto del 2005 ma equipaggiata con un nuovo telaio ed una terza (assegnata a Makoto Tamada, Toni Elías, Marco Melandri e Casey Stoner) corrispondente alla moto affidata ai piloti ufficiali nel 2005. 
La moto di Hayden presentava un albero motore posizionato più in alto, una frizione posta più in basso ed un telaio di forma diversa, tale da permettere l'adozione di un forcellone più lungo (sinonimo di maggior trazione); tutto ciò venne fatto con l'obiettivo di centralizzare le masse e favorire conseguentemente la stabilità.
Durante la stagione, il lavoro di sviluppo e di messa a punto della moto di Hayden continuò incessantemente, con varie prove di telai e frizioni (storico problema della RC211V).
La RC211V concluse la sua ultima stagione con la vittoria del titolo piloti (proprio ad opera di Nicky Hayden) e di quello costruttori.
Nel 2007, dopo il cambio di regolamento che ha portato alla riduzione di cilindrata (si è passati da 990 cm³ a 800 cm³), è stata sostituita dalla RC212V che ha in comune con la sorella maggiore solo il nome molto simile, in quanto adotta delle soluzioni motoristiche e ciclistiche totalmente differenti.

## Caratteristiche tecniche
| Caratteristiche tecniche - Honda RC211V 2003                | Caratteristiche tecniche - Honda RC211V 2003                                                                        | Caratteristiche tecniche - Honda RC211V 2003                                                                        | Caratteristiche tecniche - Honda RC211V 2003                                                                        | Caratteristiche tecniche - Honda RC211V 2003                                                                        | Caratteristiche tecniche - Honda RC211V 2003                                                                        |
| ----------------------------------------------------------- | --- | --- | --- | --- | --- |
|                                                             | | | | | |
| Dimensioni e pesi                                           | | | | | |
| Ingombri (lungh.×largh.×alt.)                               | 2050 × 600 × 1140 mm                                                                                                | 2050 × 600 × 1140 mm                                                                                                | 2050 × 600 × 1140 mm                                                                                                | 2050 × 600 × 1140 mm                                                                                                | 2050 × 600 × 1140 mm                                                                                                |
| Altezze                                                     | Sella: mm - Minima da terra: 130 mm                                                                                 | Sella: mm - Minima da terra: 130 mm                                                                                 | Sella: mm - Minima da terra: 130 mm                                                                                 | Sella: mm - Minima da terra: 130 mm                                                                                 | Sella: mm - Minima da terra: 130 mm                                                                                 |
| Interasse: 1440 mm                                          | Interasse: 1440 mm                                                                                                  | Massa a vuoto: oltre i 148 kg                                                                                       | Massa a vuoto: oltre i 148 kg                                                                                       | Serbatoio: 24 l | Serbatoio: 24 l |
| Meccanica                                                   | | | | | |
| Tipo motore: 4 tempi, DOHC 4 valvole V5 da 75,5°            | Tipo motore: 4 tempi, DOHC 4 valvole V5 da 75,5°                                                                    | Tipo motore: 4 tempi, DOHC 4 valvole V5 da 75,5°                                                                    | Tipo motore: 4 tempi, DOHC 4 valvole V5 da 75,5°                                                                    | Raffreddamento: a liquido                                                                                           | Raffreddamento: a liquido                                                                                           |
| Cilindrata                                                  | 990 cm³ | 990 cm³ | 990 cm³ | 990 cm³ | 990 cm³ |
| Distribuzione: DOHC a 4 valvole cilindro                    | Distribuzione: DOHC a 4 valvole cilindro                                                                            | Distribuzione: DOHC a 4 valvole cilindro                                                                            | Alimentazione: | Alimentazione: | Alimentazione: |
| Potenza: oltre 240 cv                                       | Potenza: oltre 240 cv                                                                                               | Coppia: | Coppia: | Rapporto di compressione:                                                                                           | Rapporto di compressione:                                                                                           |
| Frizione: multidisco a secco                                | Frizione: multidisco a secco                                                                                        | Frizione: multidisco a secco                                                                                        | Cambio: sequenziale (elettronico) estraibile a 6 marce (sempre in presa)                                            | Cambio: sequenziale (elettronico) estraibile a 6 marce (sempre in presa)                                            | Cambio: sequenziale (elettronico) estraibile a 6 marce (sempre in presa)                                            |
| Accensione                                                  | HRC computerizzata CDI                                                                                              | HRC computerizzata CDI                                                                                              | HRC computerizzata CDI                                                                                              | HRC computerizzata CDI                                                                                              | HRC computerizzata CDI                                                                                              |
| Trasmissione                                                | catena | catena | catena | catena | catena |
| Ciclistica                                                  | | | | | |
| Telaio                                                      | Doppia trave in alluminio                                                                                           | Doppia trave in alluminio                                                                                           | Doppia trave in alluminio                                                                                           | Doppia trave in alluminio                                                                                           | Doppia trave in alluminio                                                                                           |
| Sospensioni                                                 | Anteriore: Forcella telescopica da 47 mm "Showa" / Posteriore: Sistema Unit Pro-link con monoammortizzatore "Showa" | Anteriore: Forcella telescopica da 47 mm "Showa" / Posteriore: Sistema Unit Pro-link con monoammortizzatore "Showa" | Anteriore: Forcella telescopica da 47 mm "Showa" / Posteriore: Sistema Unit Pro-link con monoammortizzatore "Showa" | Anteriore: Forcella telescopica da 47 mm "Showa" / Posteriore: Sistema Unit Pro-link con monoammortizzatore "Showa" | Anteriore: Forcella telescopica da 47 mm "Showa" / Posteriore: Sistema Unit Pro-link con monoammortizzatore "Showa" |
| Prestazioni dichiarate                                      | | | | | |
| Velocità massima                                            | oltre 330 km/h | oltre 330 km/h | oltre 330 km/h | oltre 330 km/h | oltre 330 km/h |
| Altro                                                       | | | | | |
| Ruote                                                       | anteriore: 16" - posteriore: 16.5"                                                                                  | anteriore: 16" - posteriore: 16.5"                                                                                  | anteriore: 16" - posteriore: 16.5"                                                                                  | anteriore: 16" - posteriore: 16.5"                                                                                  | anteriore: 16" - posteriore: 16.5"                                                                                  |
| Fonte dei dati: f1network.net dati tecnici delle moto da GP | | | | | |

## Successi
3 Campionati Mondiali Piloti: 
- 2 Valentino Rossi (2002, 2003)
- 1 Nicky Hayden (2006)

4 Campionati Costruttori (2002, 2003, 2004, 2006)
48 vittorie:
- 2002: 14 (Rossi 11, Ukawa 1, Barros 2)
- 2003: 15 (Rossi 9, Gibernau 4, Biaggi 2)
- 2004: 7 (Gibernau 4, Biaggi 1, Tamada 2)
- 2005: 4 (Hayden 1, Melandri 2, Barros 1)
- 2006: 8 (Pedrosa 2, Hayden 2, Melandri 3, Elías 1)